# Tom Politzer
Tom E. Politzer er en amerikansk saxofonist, klarinetist og fløjtenist.

## Biografi
Tom Politzer blev født i Detroit, men opvoksede i Californien. Hans musiske baggrund er klassisk, da hans forældre holdt meget af opera. Derfor startede han med at spille klarinet som 10-årig og forbedrede sig kraftigt på dette instrument indtil han i sine High School-år skiftede instrument og genre og blev baritonsaxofonist i skolens jazz-band.

## Karriere
Politzer har spillet med flere forskellige kunstnere. I 2002 fik han rollen som første tenorsaxofonist i Tower of Power. Han siger selv om dette karriereskift at det var som en drøm, der blev til virkelighed.